# Henry Steiner
Henry Steiner es un diseñador gráfico austriaco, más conocido por sus diseños de imagen corporativa. Ha creado diseños para algunas de las marcas más identificables, como IBM, Hyatt Regency, Hilton Hotels, Dow Jones, HSBC, Standard Chartered, Unilever, y el gobierno de Hong Kong le encargó el diseño de los billetes de banco de la ciudad en 1975. Steiner se formó en la Sorbona y en Yale. En 1964, fundó su propia empresa de consultoría, Steiner&Co, en Hong Kong.
Aclamado como el "padre del diseño gráfico de Hong Kong", Henry Steiner fue pionero en la expresión de la identidad a través de la marca, sobre todo en Asia, donde su habilidad para incorporar símbolos culturales orientales al diseño occidental ha cosechado elogios internacionales. Steiner fue incluido en la lista de Icograda de los Maestros del siglo XX en 2002, y fue nombrado Maestro Mundial por la revista Idea.

## Biografía
Steiner nació en una familia judía austriaca como Hans Steiner. Sus padres, un dentista que ejercía en Baden bei Wien y una costurera, disfrutaron de "una agradable vida burguesa" hasta el Anschluss de 1938, tras el cual la familia decidió huir del país. Tras muchos fracasos, su madre recurrió a la ayuda de un productor de cine de Hollywood, Julius Steger, que aceptó ayudarles creyendo que el joven Steiner era chino. Cuando la familia llegó a Nueva York en 1939, un funcionario de inmigración cambió el nombre del niño por el de Henry, ya que Hans sonaba "demasiado alemán". Los Steiner vivieron una vida dura allí y la pareja se divorció en la década de 1940.
Henry Steiner fue admitido en el Stuyvesant High School y luego en el Hunter College, donde decidió convertir su profundo interés por la ficción científica en una carrera de diseño gráfico. Se matriculó en un máster de diseño gráfico en la Universidad de Yale para estudiar con Paul Rand y obtuvo una beca Fulbright para ampliar sus estudios en la Sorbona de París (Francia). A continuación, regresó a Nueva York y trabajó como director de diseño de The Asia Magazine, que fue pionera como revista impresa en color.
En 1961, Steiner firmó un contrato de nueve meses para el lanzamiento de la revista en Hong Kong, donde fundó Graphic Communication (ahora Steiner&Co.) en 1964. Cuando Hong Kong experimentó un boom económico en los años 60-70, se instaló en la ciudad asiática y se inspiró en su estética tradicional.

## Seleccionó diseños

### HSBC

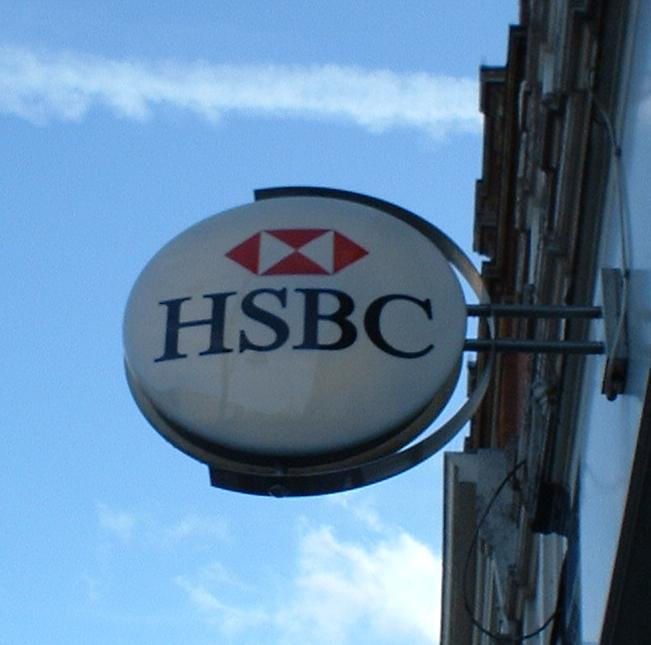
Logo en una sucursal de HSBC

La Hongkong and Shanghai Banking Corporation es una marca mundialmente reconocida de banca, finanzas, corretaje y seguros. En 1984, Henry Steiner desarrolló una identidad corporativa para el banco basada en la bandera de la cruz de San Andrés, en alusión a la herencia escocesa del fundador del banco.

### Billetes de Hong Kong
Henry Steiner diseñó el billete de Hong Kong para el Standard Chartered Bank entre 1975 y 2016. Observó que los billetes de la ciudad tienen la particularidad de no presentar retratos, por lo que incorporó criaturas míticas chinas en sus diseños. Los billetes tenían en cinco denominaciones y mostraban una jerarquía de criaturas acuáticas, anfibias, terrestres y celestiales. En 2003, Henry Steiner actualizó los diseños incorporando la última tecnología contra la falsificación, y el reverso presentaba el dinámico puerto de Hong Kong en varias épocas. En la década de 2010, se le encargó por última vez el diseño de los billetes, en los que aparecía la tecnología tradicional y moderna china.  También diseñó un billete conmemorativo de 150 dólares sin precedentes para el 150.º aniversario del banco en 2009, en el que aparecían el edificio del Standard Chartered Bank y un grupo de personas que representaban la historia de Hong Kong vigilando las costas del puerto de Victoria.

## Reconocimiento

### Honores
- Presidente de Alianza Graphique Internationale
- Socio del Chartered Sociedad de Diseñadores
- Socio de la Asociación de Diseñadores del Hong Kong
- Honorary Miembro de Diseñar Austria
- Miembro del Instituto americano de Artes Gráficas
- Miembro del Club de Directores de Arte de Nueva York
- Otorgado un honorary Doctorado por Hong Kong Baptist Universidad
- Otorgado el Hong Kong Imprime Premio de Consecución Excepcional
- Otorgado la Asia-Premio de Logotipo de Fundación de Europa
- Otorgado la Decoración Dorada de Honor de la República de Austria para consecución de diseño y servicio a la comunidad austriaca
- Honorary Profesor en la Universidad de la escuela de Hong Kong de Arquitectura
- Honorary Profesor en el Hong Kong Polytechnic la escuela de la universidad de Diseño
- Diseñador de Hong Kong nombrado del Año (1990) por Artistas de Hong Kong' Gremio
- Nombrado un Maestro Mundial por la revista de Idea de Japón
- Listado unos Maestros del siglo XX por Icograda
- Citado cuando uno de las 100 personas más importantes que afectan el desarrollo de Hong Kong desde entonces 1841 por Revista Próxima

### Premios
- Entradas excepcionales, Cuarto Congreso Publicitario asiático, Hong Kong (1964)
- Premio de Excelencia, Typomundus 20 (1966)
- Excelencia, La Biblioteca de Aguamiel de Ideas, Espectáculos de Informe Anual, EE. UU. (1969 a 1985)
- Premios creativos, Congreso Publicitario asiático (1968 a 1974)
- El premio del gobernador para Diseño de Hong Kong (1970)
- Primer Premio, Séptimo Congreso Publicitario asiático, Nueva Delhi (1970)
- Medalla de bronce, Biennale des Artes Graphique, Brno, Checoslovaquia (1972)
- Premio, Cartel Internacional Biennale, Varsovia (1972, 1976)
- Premio de Embalaje excepcional, Consejo de Embalaje del Hong Kong (1973)
- Primer Premio, Festival de Exposición de Sello del Hong Kong (1973)
- Asiastar Premio de embalaje, La Federación de Embalaje asiática (1974)
- Primer Premio, Publicidad Financiera, El Tiempo, Londres (1974)
- Premio de Excelencia, Artes de Comunicación, EE. UU. (1974 a 1992)
- Oro, Bronce, Premios de Plata, Hongkong Asociación de Diseñadores (1975 a 1999)
- Excelencia de diseño, Impresión Casebooks (1975 a 1978)
- El Muestra Premio de Mérito, El Club de Directores del Arte, Nueva York (1976)
- Premio de mérito, Consejo de Embalaje del Hong Kong (1976)
- Premios de mérito, El Club de Directores de Arte de Nueva York (1976, 1990)
- Premios, Diseño Gráfico asiático Biennale, Teherán (1978)
- Premios de Excelencia, Sociedad de Typographic EE. UU. de Artes (1978 a 1980)
- Typographic Excelencia, Club de Directores del Tipo, Nueva York (1979 a 1988)
- Premio de plata, Asociación de Acreditó Anunciar Agentes, Hong Kong (1983, 1984)
- Medalla de bronce, Arte de Libro Biennale, Brno, Checoslovaquia (1984)
- Premio de oro, TTF Papel Premio Creativo, Hong Kong (1988)
- Excelencia, El Mejor de Autopromoción Internacional, Australia (1989)
- Diseñador del Año, Artistas de Hong Kong' Gremio (1990)
- Premio de plata, Informe Anual, Premios de Impresión del Hong Kong (1990)
- El premio del patrocinador, El 33.º Todo-Exposición de Cartel del Japón (1991)
- Premios de Excelencia, El Mejor de Autopromoción Internacional, EE. UU. (1993)
- 'Más en Publicación Empresarial' Premio, Chartered Sociedad de Hong Kong (1995)
- Premio de premier, std Internacional TypoGraphic Premios, Inglaterra (1998)
- Premio de oro, Asociaciones de Diseñadores del Hong Kong (2000)
- Decoración dorada de Honor de la República de Austria (2006)